# Cotunniet
Het mineraal cotunniet is een lood-chloride met de chemische formule PbCl2.

## Naamgeving en ontdekking
Cotunniet is genoemd naar een Italiaanse professor in anatomie, Domenico Cotugno (1736-1822) van de Universiteit van Napels. Het mineraal werd in 1825 ontdekt op de Vesuvius in de provincie Napoli (Italië).

## Eigenschappen
Het kleurloze, witte, lichtgele of lichtgroene cotunniet heeft een orthorombisch kristalstelsel. De kristallen zijn ofwel naaldvormig (aciculair), massief of granulair. Het breukvlak is conchoïdaal (schelpvormig) tot subconchoïdaal en heeft een perfecte splijting volgens de breukvlakken [010] en [001]. De hardheid is 1,5 tot 2 op de schaal van Mohs en de relatieve dichtheid bedraagt 5,55 g/cm³.
Het mineraal is noch magnetisch, noch radioactief.

## Vindplaatsen
Het mineraal wordt op enkele plaatsen ter wereld gevonden:
- Grand Gulch Mine in Grand Gulch, Mohave County (Arizona, VS)
- Op verschillende plaatsen in Engeland:
  - Hopes Nose (Torbay-baai, Devon)
  - Cranmore (Somerset)
  - Abersoch (Wales)
  - High Pirn Mine (Wanlockhead, Schotland)
- In Duitsland:
  - Christian-Levin Bergwerk nabij Essen (Ruhrgebied)
  - Auguste-Victoria Bergwerk in Recklinghausen (Ruhrgebied)
- Op de typelocatie: de Vesuvius in Italië
- Nabij de Tolbatsjik-vulkaan op het Russisch schiereiland Kamtsjatka